# 檄布
檄布（げきふ）とは、労働争議に対する決意を寄せ書きした布のことである。近年では、特定の個人や団体に向けての激励を寄せ書きした布のことも檄布と呼ばれることがある。

## 概要
労働組合では、闘争時に布に関係者が寄せ書きをすることがしばしば行われる。寄せ書きされた布を檄布と呼ぶ。「檄」すなわち主張・決意表明を書き込む布である。
労働運動のシンボルカラーである赤い布に書く。様式は自由であり決まった型はない。中央に大きく「檄」と書き、その周りに寄せ書きするのが一般的である。「今年こそ満額勝ち取るぞ」「団結力で春闘勝利!」といった言葉と自分の名前を黒サインペンなどで書く。
いまでも、企業の敷地内では春闘シーズンになると檄布が掲げられる。同業他社の労働組合と檄布の交換をしてお互いに掲示しあうということもよく行われる。